# The Best of Dire Straits & Mark Knopfler: Private Investigations
The Best of Dire Straits & Mark Knopfler: Private Investigations är ett samlingsalbum med Dire Straits och bandets frontfigur Mark Knopfler som släpptes 2005. 
Albumet består av två skivor. Den första innehåller låtar med Dire Straits. Den andra inleds med två Dire Straits-låtar vilka följs av låtar från Mark Knopflers solokarriär, fram till den sista låten, "All the Roadrunning", vilken är en duett med sångerskan Emmylou Harris. Det släpptes även nerkortat till en enkel skiva med 14 låtar.

## Låtlista

### Skiva ett
1. "Telegraph Road" - 14:20
2. "Sultans of Swing" - 5:48
3. "Love Over Gold" - 6:18
4. "Romeo & Juliet" - 6:00
5. "Tunnel of Love" - 8:11
6. "Private Investigations" - 5:59
7. "So Far Away" - 5:07
8. "Money for Nothing" - 8:24
9. "Brothers in Arms" - 6:59
10. "Walk of Life" - 4:10
11. "Your Latest Trick" - 6:29

### Skiva två
1. "Calling Elvis" - 6:26
2. "On Every Street" - 5:06
3. "Going Home" - 5:04
4. "Darling Pretty" - 4:45
5. "The Long Road" - 7:21
6. "Why Aye Man" - 4:11
7. "Sailing to Philadelphia" - 5:55
8. "What It Is" - 4:58
9. "The Trawlerman's Song" - 5:04
10. "Boom, Like That" - 5:51
11. "All the Roadrunning" - 4:49